# باول غانيه
باول غانيه هو لاعب هوكي الجليد كندي، ولد في 6 فبراير 1962 في Iroquois Falls ‏ في كندا.

## وصلات خارجية
- باول غانيه على موقع دوري الهوكي الوطني (الإنجليزية)
- باول غانيه على موقع EliteProspects.com (الإنجليزية)
- باول غانيه على موقع Eurohockey.com (الإنجليزية)
- باول غانيه على موقع HockeyDB.com (الإنجليزية)
- باول غانيه على موقع Hockey-Reference.com (الإنجليزية)